# Elyros
La Elyros è una nave traghetto appartenente alla compagnia di navigazione greca Anek Lines.

## Servizio
Completata nel gennaio 1998 nei cantieri navali Mitsubishi di Shimonoseki, la nave entrò in servizio con il nome di Sun Flower Tsukuba tra Tomakomai e Ōoarai per la Blue Highway Line. 
Nel 2007 la nave viene venduta alla Anek Lines, che la sottopone ad importanti lavori di ristrutturazione nei cantieri di Perama. Ribattezzata Elyros, entra messa in servizio nel settembre del 2008 nei collegamenti tra Il Pireo e Chania.

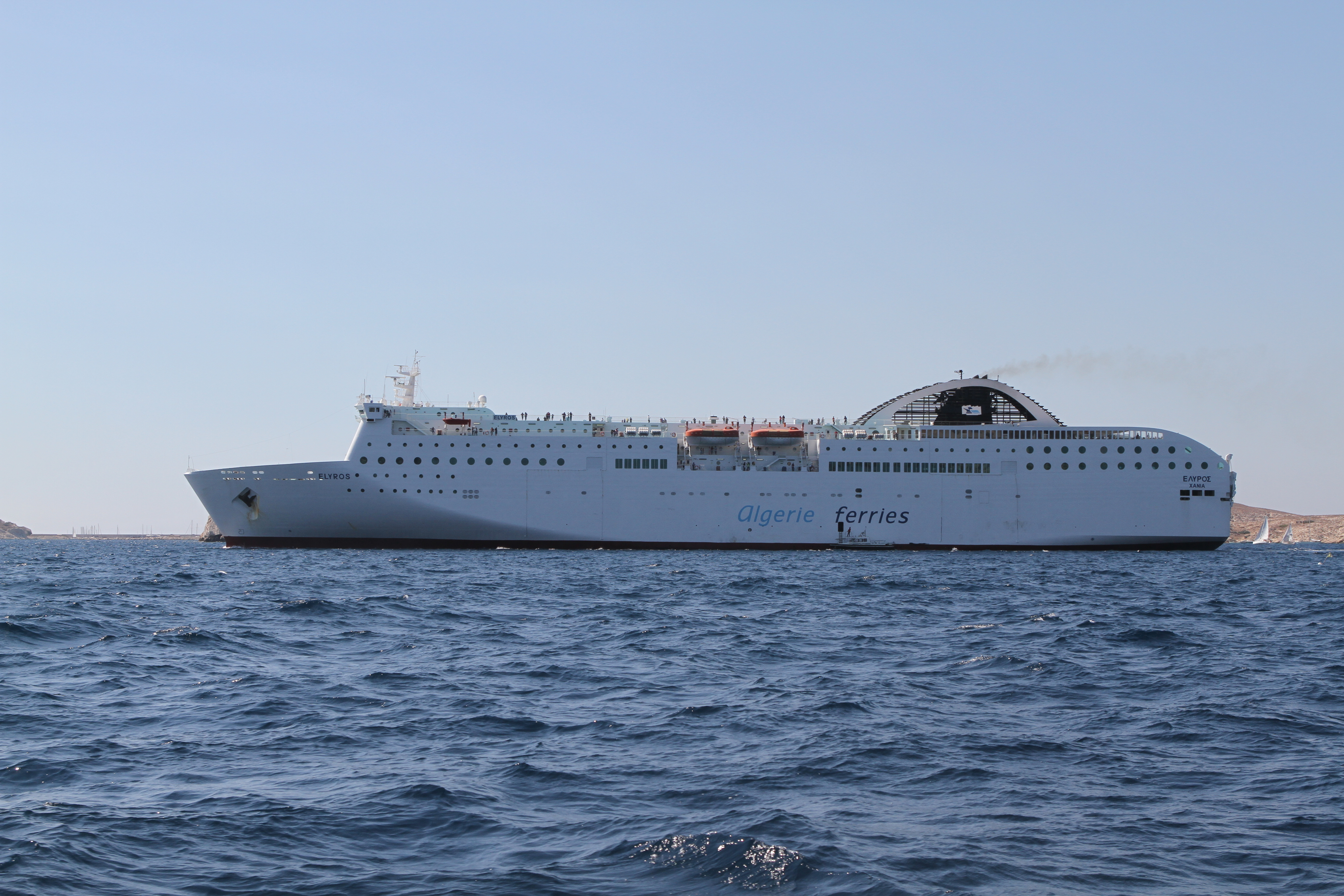
L' Elyros a noleggio per Algérie Ferries nel 2016.

Nel settembre del 2014 la nave viene noleggiata al governo libico ed impiegata come alloggio temporaneo dei membri del parlamento a Tobruch. Dal 25 settembre dello stesso mese la nave torna sui collegamenti con Creta.
Dal 2015 al 2016 la nave viene noleggiata per la stagione estiva ad Algérie Ferries, venendo impiegata nei collegamenti tra Algeria, Francia e Spagna e nel resto dell'anno torna ad operare per Anek tra Il Pireo e Chania.

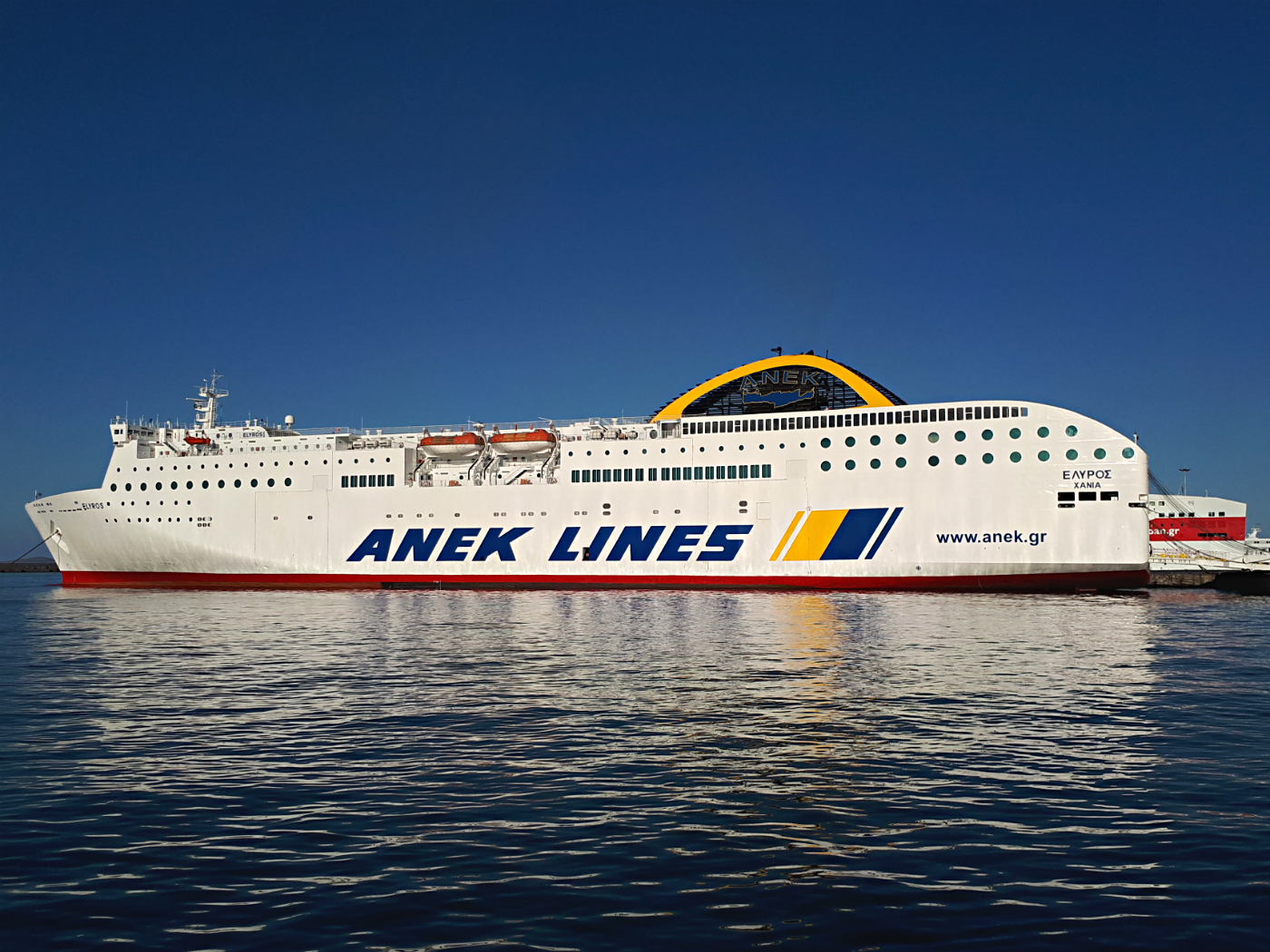
L' Elyros ormeggiato ad Heraklion nel 2017.